# Michael Spence
Andrew Michael Spence (Montclair, 7 november 1943) is een Amerikaans econoom. In 2001 ontving hij samen met George Akerlof en Joseph Eugene Stiglitz de Prijs van de Zweedse Rijksbank voor economie voor hun werk op het gebied van de dynamiek van informatiestroom en marktontwikkeling. Hij deed dit onderzoek aan de Harvard-universiteit.
Michael Spence is vooral bekend vanwege zijn signaalmodel voor de banenmarkt.
In 1966, na te zijn afgestudeerd aan de Princeton-universiteit, kreeg Spence een Rhodesbeurs voor de Universiteit van Oxford. Hij studeerde hier wiskunde.
Spence is een voormalig decaan van de Stanford Graduate School of Business.